# Aristolochia zollingeriana
Aristolochia zollingeriana Miq. – gatunek rośliny z rodziny kokornakowatych (Aristolochiaceae Juss.). Występuje naturalnie w japońskich wyspach Riukiu, na Tajwanie, Filipinach, w Malezji oraz Indonezji (na Sumatrze i Jawie).

## Morfologia
PokrójKrzew o pnących i zimozielonych pędach. Dorasta do 5 m wysokości.
LiścieSą potrójnie klapowane. Mają owalny, podłużnie owalny lub prawie okrągły kształt. Mają 11–23 cm długości oraz 15–24 cm szerokości. Nasada liścia ma prawie sercowaty lub grotowaty kształt. Całobrzegie, wierzchołek może być od tępego aż do spiczastego.Ogonek liściowy jest nagi i ma długość 2,5–7 cm.
KwiatyZebrane są w gronach o długości 2 cm. Mają zielono-purpurową barwę. Łagiewka jest prawie kulista.
OwoceTorebki o prawie cylindrycznym kształcie. Mają 2–3 cm długości i 1,5–2 cm szerokości.

## Biologia i ekologia
Rośnie w wiecznie zielonych lasach oraz na podłożu skalistym. Występuje na terenach nizinnych. Kwitnie w lipcu, natomiast owoce pojawiają się w sierpniu.